# Vivian Ostrovsky
Pour les articles homonymes, voir Ostrovsky.
Vivian Ostrovsky, née le 17 novembre 1945 à New York, est une cinéaste et réalisatrice de cinéma expérimental américaine.

## Biographie
Originaire de New York,  est la fille d’une mère ukrainienne, Anya Kogan, et d’un père tchèque George Ostrovsky. Elle grandit à Rio de Janeiro au Brésil. Elle déménage à Paris et est diplômée de l'Institut de Psychologie. Elle étudie ensuite le cinéma à l'Université de la Sorbonne Nouvelle-Paris 3. Elle suit les cours d'Henri Langlois à la Cinémathèque Française et d'Éric Rohmer à l'Institut national d'histoire de l'art. 

## Carrière professionnelle

### Ciné Femmes International
Dans les années 1970, avec Rosine Grange, Vivian Ostrovsky fonde l'organisation à but non lucratif Ciné-Femmes International qui promeut, distribue et diffuse les œuvres de réalisatrices. De 1975 à 1979, Ciné-Femmes développe et soutient la distribution et la diffusion des œuvres de femmes. C'est la seule organisation en France à l'époque qui organise des projections de films, des programmes et des colloques axés sur le cinéma des femmes et l'image des femmes dans le cinéma.   
En 1975, proclamée Année internationale des femmes par l'Assemblée générale des Nations Unies, Vivian Ostrovsky et Esta Marshall organisent un grand festival du film féminin à Paris (Femmes / Films) et un symposium international - Women in Film - sous les auspices de l'UNESCO. Cet événement a lieu à Saint-Vincent dans la Vallée d'Aoste avec la participation de Susan Sontag, Agnès Varda, Helma Sanders-Brahms, Chantal Akerman, Mai Zetterling, Márta Mészáros, Valie Export et María Luisa Bemberg. L'association internationale Film Women International est née de cet événement. 

### Cinéma expérimental
En 1980, Vivian Ostrovsky réalise ses premiers films expérimentaux. Elle dirige avec Martine Rousset le film Carolyn 2, sur la chorégraphe Carolyn Carlson. Depuis, Vivian Ostrovsky a réalisé plus de 30 films, en particulier au format Super 8, dans lesquels elle a souvent intégré des séquences et des actualités trouvées, des extraits de longs métrages et de documentaires, des images d'archives ainsi que des films amateurs personnels,. Décrits par le cinéaste expérimental français Yann Beauvais, les films de Vivian Ostrovsky combinent deux genres de films expérimentaux - le journal du film et le collage de films - dans un genre à part que Yann Beauvais appelle "journal-mosaïque". Parce que leurs films sont transnationaux, culturels et thématiques, ils sont souvent appelés "nomades". 
En 1991, elle participe avec Martine Rousset, Marcelle Thirache, Frederique Devaux, Françoise Thomas, Jennifer Lou Burford au projet Dissolution : Six solutions, présentant leurs regards croisés sur leurs créations cinématographiques. 
Les films Work and Progress (1999) est projeté sur deux écrans. Depuis 2011, elle crée également des installations composées de multiples projections sur différentes surfaces (Ocean Bazar à la Solar Galerie en 2011 ou Splash en 2013 avec Silvi Simon).   
Ses films ont été projetés en Israël (Tel Aviv, Jérusalem), au Portugal (Vila do Conde, Lisbonne), en Autriche (Kunsthaus Graz), au Centre Georges Pompidou (Paris - rétrospective), MAM (Rio de Janeiro - rétrospective), MoMA (New York), Hirshhorn Museum (Washington), Musée du Louvre (Paris), Musée d ' Art Moderne de la Ville de Paris, Kunsthalle Basel, ainsi que dans de nombreux festivals de cinéma.

### Reconnaissance
Dans le sillage de son père, George Ostrovsky, cofondateur du Jerusalem Film Center en Israël, Vivian Ostrovsky a fait partie du conseil d'administration du Festival du film de Jérusalem, organisé chaque année par la Cinémathèque de Jérusalem. Elle est également membre du conseil d'administration du Film Forum, un cinéma à but non lucratif et indépendant à New York. 
Vivian Ostrovsky est également commissaire des programmes de films du Centro Cultural Banco do Brasil (CCBB) à Rio de Janeiro. Elle a réalisé des pièces radiophoniques pour la station de radio française France Culture et a écrit un livre pour enfants avec sa sœur Rose Ostrovsky. 

## Films expérimentaux
- 1980 : Carolyn 2, codirigée avec Martine Rousset, sur la chorégraphe Carolyn Carlson
- 1980 : Top Ten Stylists, coréalisé avec Soft Ware Prod, avec Thierry Mugler, Issey Miyake et Karl Lagerfeld, coréalisé avec Soft Ware Prod.
- 1982 : Movie (VO)
- 1983 : COPACABANA
- 1984 : Allers Venues
- 1984 : Stalingrad, installation pour Le Génie de la Bastille
- 1985 : USSA
- 1987 : * * * (Trois Etoiles)
- 1987 : Propos Decousus, Super 8 étendu
- 1988 : EAT
- 1992 : M M in Motion (film sur la chorégraphe Mathilde Monnier)
- 1995 : Uta Makura (Pillow Poems)
- 1995 : American International Pictures
- 1996 : PUBLIC DOMAIN
- 1997 : Entretien avec Woody Allen pour le Festival du film de Jérusalem
- 1999 : Work and Progress, codirigé avec Yann Beauvais
- 2002 : Nikita Kino
- 2005 : Ice/Sea
- 2007 : Télépattes
- 2008 : FONE FUR FOLLIES
- 2008 : NE PAS SONNER
- 2009 : THE TITLE WAS SHOT
- 2009 : TATITUDE
- 2010 : PW - Painéis e Pincéis
- 2011 : Ocean Bazar
- 2011 : WHEREVER WAS NEVER THERE
- 2013 : CORrespondência e REcorDAÇÕES
- 2013 : SPLASH
- 2014 : LOSING THE THREAD
- 2016 : Installation vidéo On Dizziness
- 2016 : Mais ailleurs, c'est toujours mieux
- 2017 : DizzyMess
- 2018 : Hiatus
- 2019 : Unsound
- 2020 : AtmoSphere
- 2020: SON CHANT